# Riccardo Ferri
Riccardo Ferri (20. srpen 1963, Crema, Itálie) je bývalý italský fotbalový obránce a trenér. Má stříbrnou medaili z ME U21 1986 a dvě bronzové z ME 1988 a MS 1990.

## Fotbalová kariéra
Je považován za nejlepšího středního obránce své generace. Téměř celou svou kariéru strávil v Interu, se kterým vyhrál čtyři trofeje. První trofej byla v sezoně 1981/82 a vyhrál Italský pohár. Titul získal v sezoně 1988/89 a italský superpohár. Stal se i vítězem dvou pohárů UEFA a to v sezonách 1990/91 a 1993/94. Celkem za Nerazzurri odehrál 418 utkání a vstřelil 8 branek.
V roce 1994 byl spolu s Zengou vyměněn za Pagliucu do Sampdorie. Za Dorii odehrál dvě sezony a v roce 1996 ukončil kariéru.
Po fotbalové kariéře se stal trenérem mládeže v Interu, poté krátce působil v nižší lize v Pavii. V roce 2017 se stal novým vedoucím technického úseku ve Vicenzi.

## Hráčská statistika
| Sezóna  | Klub      | Liga    | Liga   | Liga | Ligové poháry | Ligové poháry | Ligové poháry | Kontinentální poháry | Kontinentální poháry | Kontinentální poháry | Celkem | Celkem |
| Sezóna  | Klub      | Soutěž  | Zápasy | Góly | Soutěž        | Zápasy        | Góly          | Soutěž               | Zápasy               | Góly                 | Zápasy | Góly   |
| ------- | --------- | ------- | ------ | ---- | ------------- | ------------- | ------------- | -------------------- | -------------------- | -------------------- | ------ | ------ |
| 1981/82 | Inter     | Serie A | 2      | 0    | IP            | 0             | 0             | UEFA                 | 0                    | 0                    | 2      | 0      |
| 1982/83 | Inter     | Serie A | 12     | 0    | IP            | 6             | 0             | PVP                  | 4                    | 0                    | 22     | 0      |
| 1983/84 | Inter     | Serie A | 24     | 0    | IP            | 2             | 0             | UEFA                 | 6                    | 0                    | 32     | 0      |
| 1984/85 | Inter     | Serie A | 28     | 1    | IP            | 8             | 0             | UEFA                 | 5                    | 0                    | 41     | 1      |
| 1985/86 | Inter     | Serie A | 27     | 0    | IP            | 7             | 0             | UEFA                 | 8                    | 0                    | 42     | 0      |
| 1986/87 | Inter     | Serie A | 30     | 0    | IP            | 8             | 1             | UEFA                 | 7                    | 0                    | 45     | 1      |
| 1987/88 | Inter     | Serie A | 25     | 2    | IP            | 10            | 1             | UEFA                 | 5                    | 0                    | 40     | 3      |
| 1988/89 | Inter     | Serie A | 31     | 0    | IP            | 8             | 0             | UEFA                 | 6                    | 0                    | 45     | 0      |
| 1989/90 | Inter     | Serie A | 20     | 0    | IP+IS         | 2+0           | 0             | PMEZ                 | 2                    | 0                    | 24     | 0      |
| 1990/91 | Inter     | Serie A | 26     | 0    | IP            | 2             | 0             | UEFA                 | 10                   | 0                    | 38     | 0      |
| 1991/92 | Inter     | Serie A | 29     | 2    | IP            | 2             | 0             | UEFA                 | 2                    | 0                    | 33     | 2      |
| 1992/93 | Inter     | Serie A | 20     | 1    | IP            | 6             | 0             | -                    | 0                    | 0                    | 26     | 1      |
| 1993/94 | Inter     | Serie A | 16     | 0    | IP            | 5             | 0             | UEFA                 | 7                    | 0                    | 28     | 0      |
| 1994/95 | Sampdoria | Serie A | 20     | 0    | IP+IS         | 3+1           | 0             | PVP                  | 5                    | 0                    | 29     | 0      |
| 1995/96 | Sampdoria | Serie A | 16     | 0    | IP            | 1             | 0             | -                    | 0                    | 0                    | 17     | 0      |
| Celkem  | Celkem    | Celkem  | 326    | 6    | -             | 71            | 2             | -                    | 67                   | 0                    | 464    | 8      |

## Reprezentační kariéra
Za reprezentaci odehrál 45 utkání a vstřelil 4 branky. První utkání odehrál již v 23 letech 6. prosince 1986 proti Malta (2:0), vstřelil i první branku. Byl povolán na ME 1988 i na domácím MS 1990. Na obou turnajích nastoupil do všech utkání a také s nich měl dvě bronzové medaile. S příchodem nového trenéra Sacchiho již nedostává moc příležitostí a tak posledním zápasem v národním týmu byl 6. června 1992 proti USA (1:1).

### Statistika na velkých turnajích
| Reprezentace | Rok     | Zápasy             | Zápasy | Zápasy    | Zápasy           | Zápasy           | Zápasy            |
| Reprezentace | Rok     | Fáze turnaje       | Datum  | Soupeř    | Odehraných minut | Vstřelené branky | Výsledek          |
| ------------ | ------- | ------------------ | ------ | --------- | ---------------- | ---------------- | ----------------- |
| Itálie       | ME 1988 | 1 zápas ve skupině | 10. 6. | NSR       | 90               | 0                | 1:1               |
| Itálie       | ME 1988 | 2 zápas ve skupině | 14. 6. | Španělsko | 90               | 0                | 1:0               |
| Itálie       | ME 1988 | 3 zápas ve skupině | 17. 6. | Dánsko    | 90               | 0                | 2:0               |
| Itálie       | ME 1988 | Semifinále         | 22. 6. | SSSR      | 90               | 0                | 0:2               |
| Itálie       | MS 1990 | 1 zápas ve skupině | 9. 6.  | Rakousko  | 90               | 0                | 1:0               |
| Itálie       | MS 1990 | 2 zápas ve skupině | 14. 6. | USA       | 90               | 0                | 1:0               |
| Itálie       | MS 1990 | 3 zápas ve skupině | 19. 6. | ČSSR      | 90               | 0                | 2:0               |
| Itálie       | MS 1990 | Osmifinále         | 25. 6. | Uruguay   | 90               | 0                | 2:0               |
| Itálie       | MS 1990 | Čtvrtfinále        | 30. 6. | Irsko     | 90               | 0                | 1:0               |
| Itálie       | MS 1990 | Semifinále         | 3. 7.  | Argentina | 120              | 0                | 1:1 (3:4) na pen. |
| Itálie       | MS 1990 | O 3. místo         | 7. 7.  | Anglie    | 1                | 0                | 2:1               |

## Hráčské úspěchy

### Klubové
- 1× vítěz italské ligy (1988/89)
- 1× vítěz italského poháru (1981/82)
- 1× vítěz italského superpoháru (1989)
- 2× vítěz Poháru UEFA (1990/91, 1993/94)

### Reprezentační
- 1× na MS (1990 – bronz)
- 1× na ME (1988 – bronz)
- 1× na MS 20 (1981)
- 2× na ME 21 (1984 - bronz, 1986 - stříbro)

### Vyznamenání
Řád zásluh o Italskou republiku (1991)